# Pametna kartica
Pametna ili smart kartica (engl. smart card) je plastična kartica koja u sebi ima ugrađen čip integrisanog kola (engl. integrated circuit chip), a dimenzije su joj iste kao i kod kreditnih kartica. Glavne funkcije kartice su autentifikacija, čuvanje podataka, vrednovanje I mehanizam samozaključavanja. Otporna je na spoljne napade i ne zavisi od potencijalno ranjivih spoljnih resursa. Upravo zbog tih svojstava pametne kartice se često koriste u različitim aplikacijama koje zahtevaju visok stepen sigurnosne zaštite i autentifikacije. Smart kartice su višenamenske, odnosno korisnik može da ih koristi kao kreditnu karticu, debitnu ili pripejd karticu. Smart kartice su idealne za mikroplaćanja, odnosno za plaćanja u iznosu manjem od jednog dolara. Trajnost smart kartica je još jedna prednost, jer je veća u odnosu na prosečan upotrebni vek od 2 godine kod kartica sa magnetnom trakom. Familija standarda ISO 7816 detaljno opisuje sve karakteristike i funkcije smart kartica. Tipična smart kartica ima 8-bitni procesor koji radi na 5 MHz, 256 do 1024B -a, 6 do 24KB -a, 1 do 16KB -a.

## Istorijat smart kartica
Razvoj smart kartica započet je sedamdesetih godina prošlog veka. Od 1970. godine do danas vidljiv je stalan napredak u mikroprocesorskim mogućnostima i rastu broja različitih područja njihove primene. Glavni uzroci širenja njihove primene su sve niža cena odnosno veća dostupnost i nedovoljna sigurnost kartica s magnetnom trakom. Sledi kratak prikaz istorije pametnih kartica, od pojavljivanja do danas:
- 1970. dr. Kunitaka Arimura (Japan) daje prvi i jedini patent konceptualne ideje pametne kartice.
- 1974. Roland Moreno (Francuska) stvara patent kartice s integrisanim sklopom (IC Card), koja kasnije postaje poznata pod imenom „pametna kartica“.
- 1977. tri komercijalna proizvođača (Bull CP8, SGS Thomson, Schlumberger) počinju sa razvojem pametnih kartica.
- 1979. Motorola za Francusko bankarstvo proizvodi prvi siguran mikroprocesor.
- 1982. započinje terensko testiranje serijske memorijske telefonske kartice u Francuskoj što predstavlja prvi veliki ispit IC kartica.
- 1984. prvo uspešno terensko testiranje ATM bankarskih kartica.
- 1986. Banka Virginije i Marilend nacionalna banka izdaju 14 000 kartica sa Bull CP8 mikroprocesorom, dok First National Palm Beach Bank i Mall Bank izdaju 50.000 Casio kartica svojim klijentima.
- 1987. razvijena prva aplikacija pametnih kartica za široko tržište Američkog ministarstva poljoprivrede (Peanut Marketing Card).
- 1991. pokrenut je projekt First Electronic Benefits Transfer za Wyoming Special Supplemental Nutrition Program for Women, Infants, and Children.
- 1992. pokrenut je nacionalni program elektronskog novčanika DANMONT u Holandiji.
- 1993. terensko testiranje aplikacija za višenamenske pametne kartice (Rennes, Francuska), čime bankarska kartica (Smart Bank Card) ujedno postaje i telefonska (Telecarte).
- 1994. , Masterkard i Visa (EMV) objavljuju zajedničku specifikaciju za bankarske kartice sa mikroprocesorom. Nemačka počinje sa izdavanjem 80 miliona serijskih memorijskih zdravstvenih kartica.
- 1995.u svetu postoji preko 3 miliona korisnika mobilnih telefona sa SIM karticama. Američkim marincima izdate su prve od 40.000 višenamenskih pametnih kartica (MARC Cards).
- 1996. izdato je preko milion i po VISACash bankarskih kartica za olimpijske igre u Atlanti. MasterCard i Visa sponzorišu konzorcijum za rešavanje problema interoperabilnosti pametnih kartica čime su razvijena dva rešenja: Java Card (Visa) i Multi-application OperatingSystem MULTOS (MasterCard).
- 1998. administracija Američke vlade (U.S. Government’s General Services Administration) i Američka mornarica („U.S. Navy“) razvijaju sistem pametnih kartica sa devet aplikacija (Smart Card Technology Center, Washington DC.). Majkrosoft objavljuje novi Microsoft Windows operativni sistem za pametne kartice. U Francuskoj počinje izdavanje zdravstvenih pametnih kartica za 50 miliona stanovnika.
- 1999. administracija Američke vlade (U.S. Government’s General ServicesAdministration) učestvuje u Smart Access Common ID projektu. Smart Access Common IDCard program koristiće federalne agencije kao standard – interoperabilnu korisničku identifikacijsku karticu – u svrhu omogućavanja fizičkog i logičkog (system/network) pristupa njihovim zaposlenima. Američka vlada pokreće Java Card višenamenski program (WashingtonDC.).

## Fizička struktura smart kartice
Fizička struktura pametne kartice je određena standardom ISO 7810, 7816/1 i 7816/2. Sastoji se od tri osnovna dela: plastične kartice (dimenzija 85,80 mm x 53,98 mm x 0.80 mm), sklopa s integrisanim vezama zajedno sa štampanim kolima (engl. printed circuits) koji su ugradeni u karticu.
Štampana kola su u skladu sa ISO 7816/3 standardom i imaju pet komunikacijskih tačaka za napajanje i podatke. Veze su hermetički fiksirane u udubljenju kartice i štite sklop s integrisanim vezama od mehaničkih naprezanja i statičkog elektriciteta. Komunikacija sa sklopom se ostvaruje preko kontakata koji prekrivaju štampana kola.
Mogućnosti pametne kartice su određene integrisanim sklopom. Obično se vezni sklop sastoji od mikroprocesora, memorije za čitanje (engl. Read Only Memory - ROM), nestatičke memorije sa slučajnim pristupom (engl. Random Access Memory - RAM) i elektronski izbrisiv programabilan ROM (engl. Electrically Erasable Programmable ROM - EEPROM) koja zadržava podatke i nakon prestanka napajanja. Integrisani sklopovi su izgrađeni od silikona koji nije mehanički fleksibilan zbog čega se lako lomi, pa se izrađuje u veličini svega nekoliko milimetara.
Fizičko okruženje koje omogućava izmenu podataka između integrisanog sklopa i uređaja za prihvatanje kartica (engl. Card Acceptance Device – CAD) je ograničeno na brzinu komuniciranja od 9600 bita po sekundi. Komunikacijska linija je bidirekciona serijska linija koja je u skladu sa standardom ISO 7816/3. Sve podatke koji se razmenjuju kontroliše centralna procesna jedinica koja se nalazi unutar integrisanog sklopa. Naredbe i podaci se šalju prema sklopu, a on odgovara statusnim rečima i izlaznim podacima koji se stvaraju na temelju tih 8 naredbi i ulaznih podataka. Informacije se šalju istovremeno samo u jednom smeru (engl. half duplex). Taj protokol zajedno s restrikcijom brzine slanja podataka sprečava napad na podatke koji se nalaze na kartici.
Veličina, debljina i otpornost na savijanje pametne kartice su dizajnirani tako da zaštite karticu od fizičkog uništavanja, ali ujedno i ograničavaju količinu memorijskih i procesorskih resursa koji se mogu ugraditi na kartici. Kao rezultat toga, pametne kartice rade uvek s nekim spoljnim perifernim uredajima. Ova ograničenja mogu degradirati sigurnost pametnih kartica u nekim okolnostima, pogotovo ako su ti spoljni uređaji nepoverljivi i nepouzdani.

## Vrste smart kartica
Smart kartice se mogu podeliti na memorijske kartice i mikroprocesorske kartice. Prema načinu na koji uspostavljaju vezu sa čitačem, mogu biti sa kontaktom i bez kontakta. Postoje još i hibridne kartice koje ujedinjuju oba tipa kartica kao i najnaprednije kartice koje ne zahtevaju spoljni izvor energije zbog čega im je stepen sigurnosti dodatno povećan.

### Memorijske kartice
Memorijske kartice, koje se nazivaju još i sinhrone kartice, dosta su jeftinije, ali podržavaju mnogo manje funkcionalnosti u odnosu na kartice sa mikroprocesorom. Sadrže EEPROM i ROM memoriju, adresnu sigurnosnu logiku, ali ne sadrže mikroprocesor ni operativni sistem koji ih kontroliše. Najjednostavniji dizajn podržava logiku koja onemogućava pisanje i brisanje podataka. Složeniji dizajn nudi mogućnost ograničenog pristupa kod čitanja podataka sa kartice. Memorija može da sadrži samo statičke podatke (kao što su razni identifikatori, imena i sl.) ili podatke za koje nije potrebna dinamička enkripcija. Tipične kartice sa memorijskim čipom su telefonske kartice sa plaćanjem unapred (engl. prepaid) i kartice za zdravstveno osiguranje.
Čipovi bez procesora, koji se nalaze unutar kartica, poseduju tvrdo ožičenu logiku (engl. hard wired logic) kojom se upravlja sigurnošću pristupa kartici. Upravljanje pristupom je izvedeno postavljanjem unutrašnjeg prekidača (engl. on/off switch) baziranog na upoređivanju PIN-a i zapisa u zaštićenoj memoriji u unutrašnjosti kartice. Nakon što test PIN-a uspešno prođe, prekidač je postavljen i podaci su raspoloživi za korišćenje.

### Mikroprocesorske kartice
Arhitektura ovakvih kartica, koje se zovu još i asinhrone kartice zbog protokola koji koriste za komunikaciju, uključuje komponente kao što su centralna procesna jedinica (engl. Central Process Unit – CPU) ili procesor pomoću koga se vrše izračunavanja, zatim ROM memoriju (Read-Only Memory) na kojoj se nalazi operativni sistem i aplikativni program, RAM memoriju (Random Access Memory) koja se koristi za privremeno skladištenje podataka tokom rada procesora, EEPROM memoriju (engl. Electronically Erasable and Programmable Read-Only Memory) u kojoj su smešteni podaci od interesa (broj tekućeg računa, sertifikati, ključevi i sl.), i Clock i ulazno izlazni interfejs preko koga se komunicira sa okolinom (čitačem).
Procesor omogućava zaštitu informacija u memoriji, obavljanje instrukcija, kao i pisanje i čitanje memorije kartice. Nakon što je procesor priključen na napajanje umetanjem kartice u čitač, čip unutar kartice postaje mali računar. Za upravljanje koristi operativni sistem koji se takođe nalazi na kartici, poznatiji kao SCOS (engl. Smart Card Operating System) koji je jedinstven za svaki čip ili proizvodača kartice. Operativni sistem se često naziva i ROS (engl. Reader Operating System). Operativni sistem je obično smešten unutar ROM memorije, CPU koristi RAM za radnu memoriju, a većina podataka je smeštena u EEPROM memoriji. RAM zahteva četiri puta veći prostor od EEPROM, dok on zahteva četiri puta više prostora od ROM memorije.
Smart kartice sa mikroprocesorom imaju širok spektar primene. U jednostavnijim slučajevima sadrže jednu aplikaciju za određenu namenu, ali za današnje interne operativne sisteme, uobičajeno je da rade sa više aplikacija istovremeno. Tada je praksa da interni OS inicijalno dolazi u smanjenom obimu sa osnovnim komponentama, a da se prilikom instalacije naknadnih aplikacija zajedno sa tim aplikacijama dodaju specifični delovi operativnog sistema.

## Literatura
- Guthery, Scott B.; Jurgensen, Timothy M. (1998). SmartCard Developer's Kit. Macmillan Technical Publishing. ISBN 978-1-57870-027-1.
- Rankl, W.; W. Effing (1997). Smart Card Handbook. John Wiley & Sons. ISBN 978-0-471-96720-0.
- Rainer Jr., R.Kelly; E. Turban (2009). Uvod u informacione sisteme. Data status. ISBN 978-86-7478-076-3.

## Spoljašnje veze
- Smart Card Basics
- Smart Card Alliance organisation
- Kompanija E-smart systems
- Smart card focus
- Smart card news Архивирано на веб-сајту  (31. мај 2012)
- Daily news for the Payment Card Industry Архивирано на веб-сајту  (31. јануар 2013)